# VermeerToren
De VermeerToren is een woontoren aan de rand van de plaats Delft, in de Nederlandse provincie Zuid-Holland. De woontoren bevindt zich in de Van Beresteynstraat bij de kruising van de Prinses Beatrixlaan en de Van Foreestweg. De toren is genoemd naar de Delftse schilder Johannes Vermeer.
Met zijn 23 verdiepingen en 74 meter is het de hoogste woontoren van Delft. De toren is het op vier na hoogste gebouw van Delft.
De verdiepingen 2 t/m 18 worden verhuurd. De bovenste etages zijn koopwoningen. Onder de toren ligt een parkeergarage. Daarboven is er een buurthuis en een kinderdagverblijf. Tevens is er op de begane grond een zorgcentrum met onder meer een huisartsenpraktijk en een apotheek.

## Bouw
Met de bouw werd in 2005 begonnen. De bouw kende een kleine vertraging, omdat twee buurtbewoners bezwaar tegen de bouw hadden ingediend. De toren is gebouwd in opdracht van Vestia Delft, ontworpen door Geurst & Schulze architecten uit Den Haag, de projectontwikkeling werd door Ceres projecten gedaan en de aannemer was Heijmans. In 2007 is de toren opgeleverd.

## Invulling
In totaal zitten in de woontoren 66 luxe koop- en huurappartementen. De verdeling is als volgt: 2e t/m de 5e verdieping sociale huur, 6 t/m de 18e verdieping vrije sector huur. De 19e t/m de 24ste verdieping koop. Per etage bevinden zich slechts drie appartementen, met uitzondering van de twee hoogste verdiepingen.
In de onderbouw bevindt zich in circa 3.000 m² bedrijfsruimte, een ondergrondse parkeergarage en een binnentuin. Hier zijn gevestigd een wijkcentrum (ca. 700 m²) en een gezondheidscentrum. Het gezondheidscentrum bevindt zich samen met het wijkcentrum in de onderbouw van de VermeerToren en bestaat uit twee verdiepingen. Het gezondheidscentrum wordt ontsloten door een centrale entree aan de zijde van de Foreestweg.
Het gezondheidscentrum wordt ingevuld door: huisartsen, fysiotherapie, ergotherapie, Careyn thuiszorg, Jeugdgezondheidszorgteam 0 - 19 jaar en een apotheek. Op de apotheek na zijn al deze functies op de eerste verdieping gevestigd. De partijen hebben ook een gezamenlijke lunch/ontmoetingruimte op de eerste verdieping.
Op de begane grond is de zorginstelling Pieter van Foreest gevestigd met een ontmoetingscentrum voor ouderen. Het ontmoetingscentrum is verdeeld in vier groepen met elk een eigen huiskamer met bijbehorende voorzieningen. Ook in de binnentuin is een apart deel voor de ouderen.